# Liar, Liar (Burn In Hell)
"Liar Liar (Burn in Hell)" är den andra singeln från det amerikanska rockbandet The Used's tredje studioalbum, Lies for the Liars. Den släpptes på iTunes den 1 maj, 2007.
Låten börjar med en ambulanssiren, följt av låten. Det är den mest explicita låten på Lies For The Liars på grund av att Bert säger ordet "fuck" tio gånger. Låten innehåller också den kända ramsan "Liar, liar, pants on fire". Fastän låten var en singel blev det ingen video gjord för "Liar Liar (Burn in Hell)", förmodligen på grund av det fula språket i låten.

## Låtlista
1. "Liar Liar (Burn in Hell)"